# Zdeněk Kubín
Zdeněk Kubín (27. června 1924 – ???) byl český a československý politik Komunistické strany Československa a poúnorový poslanec Národního shromáždění ČSR.

## Biografie
K roku 1954 se profesně uvádí jako vedoucí provozu podniku Spolana Neratovice. Byl mu udělen Řád republiky.
Ve volbách roku 1954 byl zvolen do Národního shromáždění za KSČ ve volebním obvodu Praha-venkov. V Národním shromáždění zasedal do konce jeho funkčního období, tedy do voleb v roce 1960.